# 新弗里堡
新弗里堡（葡萄牙語：Nova Friburgo）一译新富丽堡，是巴西东南部里约热内卢州一座山区城市，位于里约热内卢东北136公里。
1818年，在得到了葡萄牙摄政王约翰六世的同意下，来自瑞士弗里堡州的2006名移民定居此地。这些瑞士移民之所以选择此地，是因为此地风景秀丽，气候宜人，十分类似瑞士。后来又有德国、意大利的移民陆续来此定居。1890年1月8日设市。
2011年1月该市受到了大规模洪水和泥石流的严重影响。
{Brazil-geo-stub}}